# I LOVE YOU〜BALLAD BEST
『I LOVE YOU〜BALLADE BEST』（アイラブユー・バラードベスト）は、日本のミュージシャン、シンガーソングライターである尾崎豊のバラードベスト・アルバム。
2011年4月6日にソニー・ミュージックレコーズよりリリースされた。